# Nagy József (operatőr)
Nagy József (Hódmezővásárhely, 1927. március 20. – Budapest, 1994. március 21.) Balázs Béla-díjas magyar operatőr.

## Életpályája
Szülei: Nagy Imre és Szőke Ida voltak. Általános iskolai tanulmányait szülővárosában végezte el. 1943-tól filmezett. A második világháborúban szovjet fogságba került. 1946-ban végzett a Gertler Viktor-féle filmiskola operatőr szakán. 1947–1953 között a Színház- és Filmművészeti Főiskola hallgatója volt, ahol Radványi Géza oktatta. 1949-től a Filmművész Szövetség tagja volt. 1952-től a Budapesti Filmstúdióban tevékenykedett. 1953–1957 között a Híradó- és Dokumentumfilmgyárban dolgozott. 1957-től 30 évig a Magyar Televízió operatőre volt. 1967-ben készült el első színes dokumentumfilmje.
Munkatársai voltak többek közt Eiben István, Makay Árpád, Hegyi Barnabás és Pásztor János.

## Magánélete
1970-1994 között Pártay Lilla táncművész volt a felesége.

## Filmjei
| - Papucs (1958) - Sakknovella (1959) - Akik nem tudják, mit cselekszenek (1960) - Emberek a kohónál (1961) - Én, Strasznov Ignác, a szélhámos (1966) - Bözsi és a többiek (1966) - A százegyedik szenátor I. (1967) - Kun Zsuzsa portré (1967) - Orosz Adél-Róna Viktor (1967) - Próba közben - Ferencsik János (1969) - Eklézsia megkövetése (1970) - Molnár Ferenc-est (1970) - Élő Klára (1970) - Házasodj, Ausztria! (1970) - A fából faragott királyfi (1970) - Egy óra múlva itt vagyok… (1971) - György barát (1971) - Széchenyi meggyilkoltatása (1971) - Tizennégy vértanú (1971) - Bartók: Cantata Profana (1971) - Ex Antiquis (1971) - Heten, mint a gonoszok (1972) - A lámpás (1972) - Kiskirályok (1972) | - Megtörtént bűnügyek (1974) - Száraz Martini - A négylevelű lóhere - Iskolatársak voltak - Házi háború (1974) - A rókus templom harangjai (1976) - Anyám könnyű álmot ígér (1978) - Vádindítvány (1979) - Részeg eső (1979) - Utolsó alkalom (1981) - Közjáték Vichyben (1981) - Ha az igazságra esküdtél (1981) - Így jöttem - portréműsor Jancsó Miklós (1982) - Osztrigás Mici (1983) - Budapesti Fesztiválzenekar (1983) - Francia négyes (1983) - Rutinmunka (1984) - Az eltüsszentett birodalom (1985) - Üvegvár a Mississippin (1986) - Beethoven: Missa solemnis (1987) - Handel: Messiás (1987) - Csicsóka és a Moszkítók (1988) - Égető Eszter (1989) - Megújuló tanyavilág? Hódmezővásárhely (1992) |

## Díjai
- Sorrento Ezüst szirén díj (1971)
- Veszprémi Fesztivál díj (1971, 1974, 1976, 1984)
- Pro urbe Hódmezővásárhely (1992)